# Катастрофа Ми-8 на Камчатке (2003)
Катастрофа Ми-8 на Камчатке — авиационная катастрофа, произошедшая 20 августа 2003 года в Камчатской области в районе вулкана Опала. Вертолёт Ми-8 с 17-ю пассажирами и тремя членами экипажа на борту потерпел крушение, потеряв управление в результате соударения лопастей несущего винта с хвостовой балкой и разрушения конструкции вертолёта. Погибли все находящиеся на борту 20 человек, в основном руководители различного уровня из администрации Сахалинской области. Среди погибших — губернатор Сахалинской области Игорь Фархутдинов.

## Вертолёт
Разбившийся вертолёт Ми-8 имел бортовой номер 25194 и принадлежал ГУП «Халактырские авиаперевозки».
Вертолёт был выпущен на Казанском вертолётном заводе в 1991 году, имел удовлетворительное состояние и дважды проходил капитальный ремонт, в последний раз — весной 2003 года.

## Экипаж и пассажиры
В состав экипажа входили трое человек:
- Гузанов Александр — командир экипажа.
- Здор Богдан — второй пилот.
- Осипов Игорь — бортмеханик.

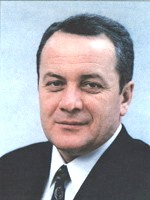
Игорь Фархутдинов

Всего на борту находилось 17 пассажиров — сотрудники администрации Сахалинской области и пятеро бизнесменов:
- Викульцев Михаил Валерьевич (р. 1969) — директор МП «Авиатор».
- Горюнов Михаил Александрович (р. 1979) — ведущий специалист отдела финансирования аппарата управления и правоохранительных органов.
- Гуревич Виктор Давыдович (р. 1947) — первый заместитель начальника департамента образования Сахалинской области.
- Донской Дмитрий Геннадьевич (р. 1973) — руководитель пресс-центра аппарата администрации Сахалинской области.
- Касьян Илья Николаевич (р. 1961) — главный специалист пресс-центра аппарата администрации Сахалинской области.
- Кундиус Владимир Федорович (р. 1953) — председатель совета директоров ООО «Санрайз».
- Курта Николай Павлович (р. 1947) — начальник департамента строительства Сахалинской области.
- Папиренко Евгений Владимирович (р. 1950) — главный государственный санитарный врач по Сахалинской области.
- Побежимов Леонид Евгеньевич (р. 1971) — генеральный директор ОАО «Антей».
- Розанов Виктор Николаевич (р. 1958) — исполняющий обязанности начальника управления топлива, энергетики и недропользования Сахалинской области.
- Романов Владимир Иванович (р. 1957) — начальник управления транспорта и связи Сахалинской области.
- Русских Евгений Григорьевич (р. 1941) — начальник управления жилищно-коммунального хозяйства администрации Сахалинской области.
- Рыбаков Евгений Фёдорович (р. 1950) — исполнительный директор дирекции по реализации федеральной программы социально-экономического развития Курильских островов.
- Сибиркин Владимир Александрович (р. 1955) — начальник департамента здравоохранения Сахалинской области.
- Смыков Евгений Викторович (р. 1960) — заместитель начальника департамента по рыболовству Сахалинской области
- Фархутдинов Игорь Павлович (р. 1950) — губернатор Сахалинской области.
- Шувалов Юрий Евгеньевич (р. 1962) — помощник губернатора Сахалинской области.

## Хронология событий
20 августа 2003 года в 14:40 по местному времени (05:40 по московскому времени) с вертолётной площадки «Излучина» аэропорта Елизово в направлении Северо-Курильска вылетели два вертолёта Ми-8 с целью проверки подготовки местных предприятий ЖКХ к предстоящей зиме. На одном из них находилась комиссия областной администрации во главе с губернатором Сахалинской области Игорем Фархутдиновым. Один борт прибыл в пункт назначения в установленное время. В 15.05 по местному времени командир экипажа вертолёта, на котором находился Фархутдинов, сообщил о благополучном прохождении контрольной точки «верховье реки Толмачева», вертолёт в это время летел на высоте 1350 метров. Следующей контрольной точкой должно было стать озеро Курильское, однако после прохождения первой контрольной точки экипаж вертолёта больше на связь не выходил. Дальнейшие попытки связи с пассажирами пропавшего вертолёта по находившемуся на борту спутниковому телефону, который брал с собой помощник губернатора Юрий Шувалов, также оказались безуспешными. Поиски вертолёта были осложнены тем, что на нём отсутствовал аварийный передатчик системы КОСПАСС-САРСАТ, предназначенной для обнаружения терпящих бедствие транспортных средств.
Первоначально на поиски пропавшего Ми-8 из Северо-Курильска и Петропавловска-Камчатского были направлены два вертолёта, к поискам были подключены пограничные корабли, которые начали обследование акватории южного побережья Камчатки. С наступлением темноты и в связи с ухудшением погоды поисковые работы были отложены до утра.
В 00:55 по местному времени с подмосковного аэродрома «Раменское» в Петропавловск-Камчатский вылетел Ил-76, который в 10:10 по местному времени доставил 39 спасателей Центрального аэромобильного отряда МЧС и центра по проведению спасательных операций особого риска «Лидер», а также два вертолёта MBB Bo 105 и водолазов с необходимым оборудованием. В дальнейшем к поискам пропавшего вертолёта были привлечены порядка 30 гражданских судов.
Транспортной прокуратурой Камчатской области было по факту исчезновения вертолёта было возбуждено уголовное дело по ч. 1 ст. 263 УК РФ. В рамках расследования была начата проверка законности уставных документов авиапредприятия, которому принадлежал пропавший вертолёт, документация по регистрации, лицензированию, сертификации, выяснение обстоятельств отправки вертолёта, готовности экипажа, технической пригодности вертолёта.
В течение дня 21 августа поисковые работы сосредоточены на южной оконечности Камчатского полуострова и в районе прилегающих к полуострову мелких островов северокурильской гряды. Территория поисковой операции была поделена на семь участков площадью по 50 км², каждый из которых отслеживали два вертолёта со спасательными командами. Поиски оказались безуспешными, и в 21:30 по местному времени из-за наступления темноты и низкой облачности поиски были вновь приостановлены до утра, в дальнейшем спасатели разбили 4 базовых лагеря для поиска вертолёта.
22 августа 2003 года появились сообщения об обнаружении обгоревших обломков вертолёта, но позднее они не подтвердились. В реке Озёрная было обнаружено маслянистое пятно, но связать его с пропавшим вертолётом не удалось. Власти Сахалинской области объявили вознаграждение тому, кто обнаружит вертолёт. Третий день поисков также оказался безрезультатным.
23 августа 2003 года примерно в 17 часов 40 минут по местному времени обломки вертолёта Ми-8 были обнаружены с воздуха вертолётом авиакомпании «Камчатские авиалинии» на склоне вулкана Опала. Вертолёт был найден в сильно разрушенном виде, выжить не удалось никому.
В Сахалинской области был объявлен трёхдневный траур с 25 по 27 августа, в Камчатской области траурным днём было объявлено 26 августа. Временно исполняющим обязанности губернатора стал первый вице-губернатор Сахалинской области Иван Малахов, который возглавил созданную комиссию по организации и проведению похорон погибших членов областной администрации.

## Расследование
Для расследования причин крушения была создана специальная государственная комиссия, которую возглавил министр по чрезвычайным ситуациям (на тот момент) Сергей Шойгу.
24 августа на месте катастрофы были найдены чёрные ящики, которых 25 августа доставили в Москву. Также 25 августа Сергей Шойгу назвал основной причиной крушения отклонение от утверждённого маршрута полёта, сообщив об исключении версий отказа техники, теракта и диверсии. 27 августа расшифровка чёрных ящиков была завершена, в этот же день спасатели завершили работы на месте крушения. По результатам проверки, проведённой Министерством транспорта РФ в связи с авиакатастрофой, были аннулированы сертификаты-эксплуатанты трёх камчатских авиакомпаний (в том числе «Халактырка», которой принадлежал упавший вертолёт, и «Кречет», которой принадлежала вертолётная площадка, с которой вертолёт осуществил вылет). В октябре 2003 года расследование было завершено. По данным комиссии, двигаясь со скоростью 200 км/час, экипаж обнаружил в разрывах облачности горный склон и предпринял попытку предотвратить столкновение вертолёта с землей с полным резким взятием ручки управления «на себя». Данный шаг привёл к тому, что вертолёт вышел за установленные ограничения по углу тангажа (более 50 градусов), в результате чего произошло соударение лопастей несущего винта с хвостовой балкой, повлекшее за собой полную потерю управления вертолётом. Неуправляемый вертолёт, с большой скоростью вращаясь в воздухе, рухнул на землю, в результате крушения не выжил никто.

## Реакция
Спустя три дня после авиакатастрофы полномочный представитель президента РФ в Дальневосточном федеральном округе Константин Пуликовский общался с семьями людей, находившихся на борту пропавшего вертолёта. Он отметил напряжённость данной встречи, призвав СМИ распространять только достоверную, проверенную информацию.
Как только появилась информация об обнаружении Ми-8, Владимир Путин выразил соболезнования родным и близким погибших в результате этой катастрофы. Кроме того, принесли свои соболезнования Константин Пуликовский, мэр Южно-Сахалинска Федор Сидоренко, Борис Третяк, члены администрации Южно-Сахалинска, Всероссийского комитета защиты Курил, городского Собрания и Сахалинской областной Думы, генеральный Консул США Памела Спратлен, президенты Беларуси Александр Лукашенко и Украины Леонид Кучма.
В прессе неоднократно упоминалась схожесть двух вертолётных катастроф: гибель губернаторов Сахалинской области Игоря Фархутдинова и Красноярского края Александра Лебедя. Уделялось большое внимание странностям трагедии на Камчатке: отсутствию у компании «Халактырка» лицензии на перевозку представителей государственной власти, отклонению от запланированного рейса и нарушению правил воздушных полетов.
Глава МЧС Сергей Шойгу 25 августа, на пресс-конференции в Южно-Сахалинске, подтвердил сходство обстоятельств авиакатастроф вертолётов Ми-8 с губернаторами на борту и заявил, что в его ведомстве планируют выступить с законодательной инициативой об обязательности наличия спутниковых маяков на всех воздушных судах.
27 августа для участия в траурных мероприятиях в Южно-Сахалинск прибыли В. В. Путин, представители российских регионов, США и Японии. После похорон жертв катастрофы Путин провёл совещание с администрацией Сахалина, которое начал с минуты молчания и впоследствии затронул тему Игоря Фархутдинова:

Событие трагическое для каждого из нас, не сомневаюсь, что и для всех жителей Сахалина. Я лично Игоря Павловича знал хорошо в течение многих лет и говорю так не только потому, что встречался с ним регулярно, но потому, что за последние годы узнал его как человека, который реально жил проблемами Сахалина, проблемами региона. Умел спокойно, без излишней суеты отстаивать интересы Сахалинской области, делал это очень достойно, системно, профессионально. И здесь прошла вся его трудовая жизнь после окончания высшего учебного заведения и до этой трагедии. Здесь он вырос, без всякого сомнения, в политика федерального масштаба. Он сумел сформировать работоспособный коллектив, команду, которая уверенно держала управление таким сложнейшим регионом России, как Сахалин, в своих руках. (…) показатели последнего времени, показатели экономического развития региона говорят о многом, говорят сами за себя. Это уверенное увеличение регионального продукта за последнее время, повышение реальной заработной платы, улучшение ситуации на рынке труда… Это улучшение демографической ситуации — во всяком случае, положительные тенденции очевидны. (…) Должен сказать, что вы пережили самые трудные времена. Это большая заслуга Игоря Павловича и всей его команды.

## Память
В 2003 году имя Игоря Фархутдинова было присвоено судну «Адмирал Лазарев».
В мае 2004 года родственники погибших в авиакатастрофе обратились к властям Камчатской области с инициативой построить памятник на месте падения вертолёта. В августе того же года памятник был установлен на месте крушения.